# Saison 2 d'About a Boy
Chronologie
Saison 1
Cet article présente le guide des épisodes de la deuxième saison de la série télévisée américaine About a Boy.

## Généralités
- Le 9 mai 2014, la série a été officiellement renouvelée pour une seconde saison par le réseau NBC[1]
- Au Canada, la saison est diffusée sur le réseau Global.
- Le 7 janvier 2015, NBC réduit le nombre d'épisodes de la deuxième saison à vingt épisodes au lieu des vingt-deux initialement prévues[2].
- Après la diffusion du 14e épisode, la série est retirée de l'horaire.
- En France, la saison a été diffusée du 26 octobre 2015 au 26 juillet 2016 sur Canal+ Family.
- En Belgique, la saison a été diffusée du 19 juillet 2016 au 30 août 2016 sur Be tv.

## Distribution

### Acteurs principaux
- David Walton : Will Freeman
- Minnie Driver : Fiona Brewer
- Benjamin Stockham (en) : Marcus Brewer
- Al Madrigal (en) : Andy
- Annie Mumolo : Laurie

### Acteurs récurrents et invités
- Leslie Bibb : Dakota (épisodes 6, 7 et 9)
- Chris Diamantopoulos : Mr. Chris[3]
- Jacob Hopkins : Eddie[4] (épisode 1)
- Aimee Garcia : Stacey[5] (épisode 5)
- Dax Shepard : Crosby Braverman[6] (épisode 10)

## Épisodes

### Épisode 1:À propos d'une vasectomie
- États-Unis : 14 octobre 2014 sur NBC[7]
- Canada : 17 octobre 2014 sur Global[8]
- France : 26 octobre 2015 sur Canal+ Family
- Belgique : 19 juillet 2016 sur Be tv

- États-Unis : 5,83 millions de téléspectateurs[9] (première diffusion)

### Épisode 2:À propos d'une maison à vendre
- États-Unis : 21 octobre 2014 sur NBC
- Canada : 24 octobre 2014 sur Global
- France : 26 octobre 2015 sur Canal+ Family
- Belgique : 19 juillet 2016 sur Be tv

- États-Unis : 4,63 millions de téléspectateurs[10] (première diffusion)

### Épisode 3:À propos de Will-o-ween
- États-Unis : 28 octobre 2014 sur NBC
- Canada : 31 octobre 2014 sur Global
- France : 26 octobre 2015 sur Canal+ Family
- Belgique : 19 juillet 2016 sur Be tv

- États-Unis : 4,11 millions de téléspectateurs[11] (première diffusion)

### Épisode 4:À propos d'une mauvaise fille
- États-Unis : 4 novembre 2014 sur NBC
- Canada : 7 novembre 2014 sur Global
- France : 27 octobre 2015 sur Canal+ Family
- Belgique : 26 juillet 2016 sur Be tv

- États-Unis : 3,52 millions de téléspectateurs[12] (première diffusion)

### Épisode 5:À propos d'une ex en pétard
- États-Unis : 18 novembre 2014 sur NBC
- Canada : 21 novembre 2014 sur Global
- France : 27 octobre 2015 sur Canal+ Family
- Belgique : 26 juillet 2016 sur Be tv

- États-Unis : 4,21 millions de téléspectateurs[13] (première diffusion)

### Épisode 6:À propos d'un balcon
- États-Unis : 25 novembre 2014 sur NBC
- Canada : 28 novembre 2014 sur Global
- France : 27 octobre 2015 sur Canal+ Family
- Belgique : 26 juillet 2016 sur Be tv

- États-Unis : 3,05 millions de téléspectateurs[14] (première diffusion)

### Épisode 7:À propos d'un canard
- États-Unis : 2 décembre 2014 sur NBC
- Canada : 5 décembre 2014 sur Global
- France : 28 octobre 2015 sur Canal+ Family
- Belgique : 2 août 2016 sur Be tv

- États-Unis : 4,21 millions de téléspectateurs[15] (première diffusion)

### Épisode 8:À propos d'un chant de noël
- États-Unis : 9 décembre 2014 sur NBC
- Canada : 12 décembre 2014 sur Global
- France : 28 octobre 2015 sur Canal+ Family
- Belgique : 2 août 2016 sur Be tv

- États-Unis : 3,38 millions de téléspectateurs[16] (première diffusion)

### Épisode 9:À propos d'un amiversaire
- États-Unis : 6 janvier 2015 sur NBC
- Canada : 9 janvier 2015 sur Global
- France : 28 octobre 2015 sur Canal+ Family
- Belgique : 2 août 2016 sur Be tv

- États-Unis : 2,69 millions de téléspectateurs[17] (première diffusion)

### Épisode 10:À propos d'un garçon qui devient un homme
- États-Unis : 13 janvier 2015 sur NBC
- Canada : 16 janvier 2015 sur Global
- France : 29 octobre 2015 sur Canal+ Family
- Belgique : 9 août 2016 sur Be tv

- États-Unis : 2,79 millions de téléspectateurs[18] (première diffusion)

### Épisode 11:À propos d'un Hook
- États-Unis : 27 janvier 2015 sur NBC
- Canada : 30 janvier 2015 sur Global
- France : 29 octobre 2015 sur Canal+ Family
- Belgique : 9 août 2016 sur Be tv

- États-Unis : 2,80 millions de téléspectateurs[19] (première diffusion)

### Épisode 12:À propos d'un gigolo
- États-Unis : 3 février 2015 sur NBC
- Canada : 6 février 2015 sur Global
- France : 29 octobre 2015 sur Canal+ Family
- Belgique : 9 août 2016 sur Be tv

- États-Unis : 2,86 millions de téléspectateurs[20] (première diffusion)

### Épisode 13:À propos d'une soirée minet
- États-Unis : 10 février 2015 sur NBC
- Canada : 13 février 2015 sur Global
- France : 21 juillet 2016 sur Canal+ Family
- Belgique : 16 août 2016 sur Be tv

- États-Unis : 2,70 millions de téléspectateurs[21] (première diffusion)

### Épisode 14:À propos d'un petit copain
- États-Unis : 17 février 2015 sur NBC
- Canada : 20 février 2015 sur Global
- France : 22 juillet 2016 sur Canal+ Family
- Belgique : 16 août 2016 sur Be tv

- États-Unis : 2,41 millions de téléspectateurs[22] (première diffusion)

### Épisode 15:À propos d'une malle
- États-Unis : non diffusé sur NBC
- Canada : non diffusé sur Global
- France : 22 juillet 2016 sur Canal+ Family
- Belgique : 16 août 2016 sur Be tv

### Épisode 16:À propos d'un trou de mémoire
- États-Unis : non diffusé sur NBC
- Canada : non diffusé sur Global
- France : 25 juillet 2016 sur Canal+ Family
- Belgique : 23 août 2016 sur Be tv

### Épisode 17:À propos d'un voyage prénatal
- États-Unis : non diffusé sur NBC
- Canada : non diffusé sur Global
- France : 25 juillet 2016 sur Canal+ Family
- Belgique : 23 août 2016 sur Be tv

### Épisode 18:À propos d'un autre ami
- États-Unis : non diffusé sur NBC
- Canada : non diffusé sur Global
- France : 26 juillet 2016 sur Canal+ Family
- Belgique : 23 août 2016 sur Be tv

### Épisode 19:À propos d'autodéfense
- États-Unis : non diffusé sur NBC
- Canada : non diffusé sur Global
- France : 26 juillet 2016 sur Canal+ Family
- Belgique : 30 août 2016 sur Be tv

### Épisode 20:À propos d'un amour dans l'air
- États-Unis : non diffusé sur NBC
- Canada : non diffusé sur Global
- France : 26 juillet 2016 sur Canal+ Family
- Belgique : 30 août 2016 sur Be tv

Résumé détaillé :
Après sa rupture avec Shea,Marcus est anéanti et essaie de la conquérir au bal du collège. Pendant ce temps là relation entre Liz et will est mise en danger par la relation de ce dernier avec ses voisins. Liz fini par quitter Will au bal lorsqu'il lui défend de parler en mal de Fiona. Shea accepté de se remettre avec Marcus. A la fin de l'épisode Will et Fiona s'embrassent.